# Stara Ljeskovica
Stara Ljeskovica is een plaats in de gemeente Čaglin in de Kroatische provincie Požega-Slavonië. De plaats telt 16 inwoners (2001).